# کنه‌تپه
کنه تپه مربوط به سده‌های اولیه، میانه و متاخر دوران‌های تاریخی پس از اسلام است و در شهرستان کبودرآهنگ، بخش گل تپه، دهستان گل تپه، شمال غرب روستای مخور واقع شده و این اثر در تاریخ ۷ اسفند ۱۳۸۶ با شمارهٔ ثبت ۲۱۵۸۸ به‌عنوان یکی از آثار ملی ایران به ثبت رسیده است.